# Luis de Narváez
 Luis de Narváez (n. 1500 – 1555/1560) foi um compositor espanhol, primariamente de música vocal polifônica, e secundariamente de música para a vihuela,  música pela qual ele é mais lembrado hoje.
Luis de Narváez nasceu em Granada. Seu nome aparece pela primeira vez como um membro da casa do secretário de Carlos I de Espanha que também era comendadoratipo da província de Leão, chamado Francisco de los Cobos, a quem sua primeira publicação, Los seys libros del Delphin de música de cifra para tañer vihuela, foi dedicada. Em 1548 Narváez estava a serviço de Filipe II, ensinava aos meninos do coro na capela do rei e chegou a fazer viagens com ele para a Itália e para a Europa setentrional.
Los seys libros del Delphin de música de cifra para tañer vihuela eram volumes de tablaturas publicadas em Valladolid em 1538. Tablatura é uma notação musical baseada em símbolos diferentes dos da notação moderna, geralmente criados para um instrumento específico, no caso a vihuela. A coleção de música contida nesses volumes inclui um grande número de fantasias instrumentais no modelo taliano, que foram muito influentes nas décadas que se seguiram; de romances, vilancetes, e conjuntos de diferencias (variações) de canções já familiares aos seus ouvintes, como as Diferencias sobre Guárdame las vacas assim como as primeiras transcrições de canções polifônicas para vihuela publicadas.
Entre suas obras mais conhecidas estão sua transcrição de uma obra de Josquin des Prez para quatro vozes Mille regretz, também conhecida como La Canción del Emperador (por ser uma das canções favoritas de Carlos V), que mantém notável fidelidade ao original; e a canção Paseavase el rey Moro, para voz acompanhada de vihuela. Dois de seus motetos foram publicados em 1539 e 1543 em Lyon, na França.
Com o renascimento das artes perdidas a construir e tocar vihuela no século XX, Emilio Pujol editou um volume sobre Narváez (1945) para a respeitável série Monumentos de la música española.